# 전새얀
전새얀(1996년 11월 27일 ~ )은 대한민국의 배구 선수이다. 현재 김천 도로공사 하이패스에서 레프트로 뛰고 있다.

## 선수 경력

### 화성 IBK 기업은행 알토스 시절
울산 출신으로 중학교 때 대구로 이주하여 자랐고, 2014년에 신인 드래프트에서 1라운드 5순위로 화성 IBK 기업은행 알토스에 입단했다.

### 한국도로공사 하이패스 배구단 시절
2015-2016 시즌이 끝난 직후 기업은행과 도로공사가 2대 2 맞트레이드를 단행하면서 최은지와 함께 이적하였다.
당시 상대 선수는 김미연과 이고은이었다. 2019-2020 시즌 많은 경기에 출장한 뒤 데뷔 이래 처음으로 FA 자격을 취득했으며, 원 소속팀 도로공사와 FA 계약을 체결하여 잔류하였다. 계약기간 3년, 계약금 8500만원, 연봉 7000만원, 옵션 1500만원까지 총액 2억 4500만원의 조건이다.

## 가족 관계
- 아버지: 전진수 (1971년 ~ 2024년 5월 2일)
- 오빠동생: 전재용